# Fase final da Copa Sul-Americana de 2016
A fase final da Copa Sul-Americana de 2016 seria disputada entre 20 de setembro a 7 de dezembro dividida em quatro fases: oitavas de final, quartas de final, semifinal e final.
As equipes disputaram jogos eliminatórios de ida e volta, classificando-se a que somasse o maior número de pontos. Em caso de igualdade em pontos, a regra do gol marcado como visitante seria utilizada para o desempate. Persistindo o empate, a vaga seria definida em disputa por pênaltis.
Nas finais, caso ocorresse igualdade em pontos e no saldo de gols seria disputada uma prorrogação. Se ainda assim não houvesse definição do campeão, haveria disputa por pênaltis. Porém as finais não chegaram a ser realizadas devido ao acidente aéreo (71 mortes e 6 sobreviventes) que vitimou grande parte da delegação da Chapecoense a caminho do jogo de ida em Medellín. A Confederação Sul-Americana de Futebol declarou o clube brasileiro como campeão do torneio.

## Oitavas de final
| Chave | Equipe 1               | Total       | Equipe 2               | Ida | Volta |
| ----- | ---------------------- | ----------- | ---------------------- | --- | ----- |
| A     | Independiente Medellín | 3–3 (gf)    | Santa Cruz             | 2–0 | 1–3   |
| B     | San Lorenzo            | 4–1         | Deportivo La Guaira    | 2–1 | 2–0   |
| C     | Independiente          | 0–0 (4–5 p) | Chapecoense            | 0–0 | 0–0   |
| D     | Sol de América         | 1–3         | Atlético Nacional      | 1–1 | 0–2   |
| E     | Coritiba               | 3–3 (4–3 p) | Belgrano               | 1–2 | 2–1   |
| F     | Montevideo Wanderers   | 0–0 (3–4 p) | Junior de Barranquilla | 0–0 | 0–0   |
| G     | Palestino              | 2–2 (gf)    | Flamengo               | 0–1 | 2–1   |
| H     | Santa Fe               | 3–4         | Cerro Porteño          | 2–0 | 1–4   |

### Chave A
| 21 de setembro | Independiente Medellín    | 2 – 0     | Santa Cruz | Estádio Atanasio Girardot, Medellín      |
| 19:45 (UTC−5)  | Hechalar 38' · Cortés 87' | Relatório |            | Público: 15 987 Árbitro: BOL Raúl Orosco |

| Ind. Medellín | Santa Cruz |

| 28 de setembro | Santa Cruz            | 3 – 1     | Independiente Medellín | Estádio do Arruda, Recife               |
| 21:45 (UTC−3)  | Grafite 13', 30', 70' | Relatório | Ibargüen 76'           | Público: 5 474 Árbitro: VEN José Argote |

| Santa Cruz | Ind. Medellín |

### Chave B
| 22 de setembro | San Lorenzo                | 2 – 1     | Deportivo La Guaira | Estádio Nuevo Gasómetro, Buenos Aires         |
| 19:15 (UTC−3)  | Belluschi 10' · Biandi 41' | Relatório | Lucena 51'          | Público: 20 000 Árbitro: COL Wilson Lamouroux |

| San Lorenzo | La Guaira |

| 29 de setembro | Deportivo La Guaira | 0 – 2     | San Lorenzo          | Estádio Metropolitano, Barquisimeto      |
| 18:15 (UTC−4)  |                     | Relatório | Mas 18' · Blandi 32' | Público: 2 000 Árbitro: URU Andrés Cunha |

| La Guaira | San Lorenzo |

### Chave C
| 21 de setembro | Independiente | 0 – 0     | Chapecoense | Estádio Libertadores de América, Avellaneda |
| 19:15 (UTC−3)  |               | Relatório |             | Público: 25 000 Árbitro: ECU Carlos Orbe    |

| Independiente | Chapecoense |

| 28 de setembro | Chapecoense | 0 – 0     | Independiente | Arena Condá, Chapecó                        |
| 19:15 (UTC−3)  |             | Relatório |               | Público: 10 530 Árbitro: ECU Roddy Zambrano |

|                                                                                               |       | Penalidades                                                     |  |
| Thiego Cléber Santana Filipe Machado Dener Assunção Bruno Rangel Gil Matheus Biteco Tiaguinho | 5 – 4 | Benítez Vera Rigoni Figal Cuesta Sánchez Miño Toledo Tagliafico |  |

| Chapecoense | Independiente |

### Chave D
| 20 de setembro | Sol de América | 1 – 1     | Atlético Nacional | Estádio Luis Alfonso Giagni, Assunção  |
| 19:45 (UTC−4)  | Velázquez 88'  | Relatório | Mosquera 13'      | Público: 10 000 Árbitro: VEN Juan Soto |

| Sol América | Atl. Nacional |

| 27 de setembro | Atlético Nacional          | 2 – 0     | Sol de América | Estádio Atanasio Girardot, Medellín             |
| 19:45 (UTC−5)  | Bocanegra 57' · Berrío 82' | Relatório |                | Público: 23 118 Árbitro: URU Christian Ferreyra |

| Atl. Nacional | Sol América |

### Chave E
| 21 de setembro | Coritiba          | 1 – 2     | Belgrano              | Estádio Couto Pereira, Curitiba                 |
| 21:45 (UTC−3)  | Leandro 75' (pen) | Relatório | Bieler 3' · Luján 49' | Público: 23 677 Árbitro: URU Christian Ferreyra |

| Coritiba | Belgrano |

| 28 de setembro | Belgrano   | 1 – 2     | Coritiba               | Estádio Mario Alberto Kempes, Córdova       |
| 21:45 (UTC−3)  | Bieler 29' | Relatório | Iago 42' · Bareiro 64' | Público: 55 000 Árbitro: CHI Julio Bascuñán |

|                                |       | Penalidades                           |  |
| Suárez Bieler Lema Luna Suárez | 3 – 4 | Leandro Bernardo Juan González Wilson |  |

| Belgrano | Coritiba |

### Chave F
| 21 de setembro | Montevideo Wanderers | 0 – 0     | Junior de Barranquilla | Estádio Luis Franzini, Montevidéu          |
| 19:15 (UTC−3)  |                      | Relatório |                        | Público: 2 000 Árbitro: PAR Julio Quintana |

| Wanderers | Junior |

| 28 de setembro | Junior de Barranquilla | 0 – 0     | Montevideo Wanderers | Estádio Metropolitano, Barranquilla        |
| 17:15 (UTC−5)  |                        | Relatório |                      | Público: 10 000 Árbitro: CHI Roberto Tobar |

|                                        |       | Penalidades                        |  |
| Hernández Ovelar Sánchez Rangel Toloza | 4 – 3 | Blanco Gómez Gáspari Vergés Rivero |  |

| Junior | Wanderers |

### Chave G
| 21 de setembro | Palestino | 0 – 1     | Flamengo    | Estádio Monumental, Santiago                 |
| 21:45 (UTC−3)  |           | Relatório | Emerson 78' | Público: 6 000 Árbitro: URU Jonhatan Fuentes |

| Palestino | Flamengo |

| 28 de setembro | Flamengo               | 1 – 2     | Palestino                   | Estádio Kleber Andrade, Cariacica       |
| 21:45 (UTC−3)  | Alan Patrick 64' (pen) | Relatório | Cereceda 32' · Valencia 45' | Público: 12 296 Árbitro: PER Diego Haro |

| Flamengo | Palestino |

### Chave H
| 22 de setembro | Santa Fe             | 2 – 0     | Cerro Porteño | Estádio Metropolitano de Techo, Bogotá   |
| 19:45 (UTC−5)  | Gómez 14' (pen), 74' | Relatório |               | Público: 8 000 Árbitro: BRA Sandro Ricci |

| Santa Fe | Cerro Porteño |

| 29 de setembro | Cerro Porteño                             | 4 – 1     | Santa Fe        | Estádio Defensores del Chaco, Assunção        |
| 20:45 (UTC−4)  | Domínguez 4' (pen), 9', 88' · Torales 43' | Relatório | Gómez 77' (pen) | Público: 20 000 Árbitro: ARG Patricio Loustau |

| Cerro Porteño | Santa Fe |

## Quartas de final
| Chave | Equipe 1               | Total | Equipe 2          | Ida | Volta |
| ----- | ---------------------- | ----- | ----------------- | --- | ----- |
| S1    | Independiente Medellín | 0–2   | Cerro Porteño     | 0–0 | 0–2   |
| S2    | San Lorenzo            | 2–1   | Palestino         | 2–0 | 0–1   |
| S3    | Junior de Barranquilla | 1–3   | Chapecoense       | 1–0 | 0–3   |
| S4    | Coritiba               | 2–4   | Atlético Nacional | 1–1 | 1–3   |

### Chave S1
| 18 de outubro | Independiente Medellín | 0 – 0     | Cerro Porteño | Estádio Atanasio Girardot, Medellín       |
| 19:00 (UTC−5) |                        | Relatório |               | Público: 21 386 Árbitro: URU Andrés Cunha |

| Ind. Medellín | Cerro Porteño |

| 25 de outubro | Cerro Porteño            | 2 – 0     | Independiente Medellín | Estádio Defensores del Chaco, Assunção      |
| 21:00 (UTC−3) | Domínguez 33', 72' (pen) | Relatório |                        | Público: 35 000 Árbitro: ARG Mauro Vigliano |

| Cerro Porteño | Ind. Medellín |

### Chave S2
| 20 de outubro | San Lorenzo                 | 2 – 0     | Palestino | Estádio Nuevo Gasómetro, Buenos Aires         |
| 21:00 (UTC−3) | Cauteruccio 6' · Blandi 33' | Relatório |           | Público: 15 000 Árbitro: BRA Anderson Daronco |

| San Lorenzo | Palestino |

| 27 de outubro | Palestino    | 1 – 0     | San Lorenzo | Estádio Monumental, Santiago                    |
| 21:00 (UTC−3) | Valencia 69' | Relatório |             | Público: 12 000 Árbitro: URU Christian Ferreyra |

| Palestino | San Lorenzo |

### Chave S3
| 19 de outubro | Junior de Barranquilla | 1 – 0     | Chapecoense | Estádio Metropolitano, Barranquilla   |
| 18:45 (UTC−5) | Escalante 37'          | Relatório |             | Público: 7 661 Árbitro: VEN Juan Soto |

| Junior | Chapecoense |

| 26 de outubro | Chapecoense                        | 3 – 0     | Junior de Barranquilla | Arena Condá, Chapecó                         |
| 21:45 (UTC−2) | Ananias 35' · Gil 43' · Thiego 76' | Relatório |                        | Público: 13 033 Árbitro: PAR Enrique Cáceres |

| Chapecoense | Junior |

### Chave S4
| 19 de outubro | Coritiba | 1 – 1     | Atlético Nacional | Estádio Couto Pereira, Curitiba            |
| 21:45 (UTC−2) | Iago 85' | Relatório | Borja 13'         | Público: 17 170 Árbitro: CHI Roberto Tobar |

| Coritiba | Atl. Nacional |

| 26 de outubro | Atlético Nacional         | 3 – 1     | Coritiba     | Estádio Atanasio Girardot, Medellín          |
| 18:45 (UTC−5) | Borja 51', 59', 72' (pen) | Relatório | González 43' | Público: 40 255 Árbitro: PER Víctor Carrillo |

| Atl. Nacional | Coritiba |

## Semifinais
Se duas equipes do mesmo país alcançassem esta fase, os confrontos predeterminados seriam alterados para que essas equipes se enfrentassem.
| Chave | Equipe 1      | Total    | Equipe 2          | Ida | Volta |
| ----- | ------------- | -------- | ----------------- | --- | ----- |
| F1    | Cerro Porteño | 1–1 (gf) | Atlético Nacional | 1–1 | 0–0   |
| F2    | San Lorenzo   | 1–1 (gf) | Chapecoense       | 1–1 | 0–0   |

### Chave F1
| 1 de novembro | Cerro Porteño         | 1 – 1     | Atlético Nacional  | Estádio Defensores del Chaco, Assunção     |
| 20:45 (UTC−3) | Domínguez 45+4' (pen) | Relatório | Pereira 82' (g.c.) | Público: 32 000 Árbitro: ARG Néstor Pitana |

| Cerro Porteño | Atl. Nacional |

| 24 de novembro | Atlético Nacional | 0 – 0     | Cerro Porteño | Estádio Atanasio Girardot, Medellín         |
| 19:45 (UTC−5)  |                   | Relatório |               | Público: 33 554 Árbitro: CHI Julio Bascuñán |

| Atl. Nacional | Cerro Porteño |

### Chave F2
| 2 de novembro | San Lorenzo     | 1 – 1     | Chapecoense | Estádio Nuevo Gasómetro, Buenos Aires      |
| 20:45 (UTC−3) | Cauteruccio 29' | Relatório | Ananias 61' | Público: 12 000 Árbitro: CHI Roberto Tobar |

| San Lorenzo | Chapecoense |

| 23 de novembro | Chapecoense | 0 – 0     | San Lorenzo | Arena Condá, Chapecó                          |
| 21:45 (UTC−2)  |             | Relatório |             | Público: 17 569 Árbitro: URU Daniel Fedorczuk |

| Chapecoense | San Lorenzo |

## Final
O campeão teve o direito de participar da Copa Libertadores da América de 2017, além de disputar a Recopa Sul-Americana, a Copa Suruga Bank e a Supercopa Euroamericana do ano seguinte.
Com o cancelamento da final, a CONMEBOL declarou a Chapecoense como a campeã do torneio a pedido do Atlético Nacional como "laurel honorífico por sua grande perda e homenagem póstumo às vítimas do fatal acidente" além de outorgar ao clube colombiano o prêmio "Centenário Conmebol de Fair Play".
| Cancelado | Atlético Nacional | – | Chapecoense | Estádio Atanasio Girardot, Medellín |
|           |                   |   |             |                                     |

| Cancelado | Chapecoense | – | Atlético Nacional | Estádio Couto Pereira, Curitiba |
|           |             |   |                   |                                 |